# About a Boy (filme)
About a Boy (bra: Um Grande Garoto; prt: Era uma Vez um Rapaz) é um filme britano-estadunidense de 2002, do gênero comédia dramática, dirigido pelos irmãos Chris Weitz e Paul Weitz, com roteiro deles e de Peter Hedges baseado no romance About a Boy, de Nick Hornby.

## Prêmios e indicações
| Oscar 2003         | Melhor roteiro adaptado           | Chris Weitz, Paul Weitz, Peter Hedges | Indicado |
| Globo de Ouro 2003 | Melhor ator - comédia ou musical  | Hugh Grant                            | Indicado |
| Globo de Ouro 2003 | Melhor filme - comédia ou musical |                                       | Indicado |

## Elenco
- Hugh Grant ...... Will Freeman
- Nicholas Hoult ...... Marcus Brewer
- Toni Collette ...... Fiona Brewer
- Rachel Weisz ...... Rachel
- Augustus Prew ...... Ali
- Natalia Tena ...... Ellie
- Victoria Smurfit ...... Suzie
- Sharon Small ...... Christine
- Nicholas Hutchinson ...... John
- Denise Stephenson ...... Lindsey
- Isabel Brook ...... Angie
- Ben Ridgeway ...... Lee
- Jenny Galloway ...... Frances
- Janine Duvitski ...... Caroline
- Jonathan Franklin ......  Mark
- John Kamal ...... Nicky
- Tim Rice ...... ele mesmo

## Sinopse
Will é um rico londrino "inventa" filhos para poder frequentar reuniões de pais nos colégios e assim se aproximar das mães. Nessas aventuras, ele acaba conhecendo Marcus, adolescente com problemas escolares. A amizade cresce e resulta num mútuo aprendizado.